# PTE-PEAC
A Pécsi Tudományegyetem – Pécsi Egyetemi Atlétikai Club a Pécsi Egyetemi Atlétikai Club labdarúgó-szakosztálya, amelyet 1923-ban alapítottak. Székhelye Pécsett található a Stadion u. 2.  alatt. Szakosztályvezetője dr. Turi Attila és dr. Turi Ákos.
1923. június 23-án az Egyetemi Tanács hozzájárult a  Pécsi Egyetemi Atlétikai Club (PEAC) megalakulásához. A labdarúgó szakosztály 1925-ben jött létre, a szövetség a Délnyugat Alosztály  II.-be sorolta az együttest, majd hamarosan a megyei I. osztályba  került. A főiskolai bajnokságban is indult. 1929-ben már az amatőr  II.-ben, 1930-ban az amatőr I.-ben szerepelt a PEAC. 1931-ben megnyerte a  főiskolai bajnokságot. Az 1934/35-ös délnyugati bajnoki cím után az NB  III.-ba is feljutott a csapat. 1947-től  zsinórban háromszor újabb főiskolai bajnoki címek következtek, ‘48-tól  az összevont NB III.-ban indult a gárda.
1948. április 24-én  egyesült a PEAC és PEDE (Pécsi Egyetemisták Demokratikus Egyesülete), az  egyetemi nagy klubokhoz hasonlóan felvette a MEFESZ (Magyar Egyetemi és  Főiskolai Egyesületek Szövetsége) nevet. 1950-51-ben Pécsi Egyetemként,  ‘51-57-ig Pécs Haladás SE-ként szerepelt együttesünk. 1957-ben kapta  vissza hagyományos elnevezését, a PEAC-ot, NB III.-as feljutással  ünnepelve. Sikerült a bravúrt megismételni ‘60-ban és ‘63-ban is, igazi aranykorszakként 12 éven át szerepelt a magasabb osztályban az  egyesület. 1958-ban, ‘64-ben, ‘68-ban és ’71-ben sem találtatott jobb egyetemi csapat a pécsinél.
1975. december 15-én a pécsi egyetemek  és főiskolák nehezen megszülető egyezségével jött létre az U. PEAC. A  PEAC, a Tanárképző Főiskola SK és a Pollack Mihály Műszaki Főiskola  összevonásával. A névváltozást ismét siker követte az újabb főiskolai  bajnoki címmel ‘76-ban, majd ‘79-ben is. A labdarúgók a megyei I.  osztályban szerepeltek – ‘88-tól ismét PEAC néven –,  1990/91-ben  feljutottak az NB. III.-ba, 1995-ben főiskolai bajnoki címet szereztek.  2004-től a szakosztály hivatalos neve PTE PEAC, 2005-ben ismét a legjobb  egyetemi csapatnak bizonyult a pécsi gárda. 2021/2022-es megye I-es bajnokságot megnyerték, így a 2022/2023-as szezonban az NB. III-ban indulnak

## Sikerek
- Délnyugati bajnokság 1. helyezés 1934/35.
- Baranya megyei I. osztály 1. helyezés:  1953. (Északi csoport)  1957.  1959/60.  1962/63.  1990/91.  2021/22.
Főiskolai és egyetemi bajnokság 1. helyezés:  1931.  1947.  1948.  1949.  1958.  1964  1968.  1971.  1976.  1979.  1995.  2005.
- Sportszerűségi díj:  1973